# Football Manager 2009
Football Manager 2009 (ook wel Worldwide Soccer Manager 2009 of Football Manager Handheld 2009) is een voetbalmanagementgame uit de Football Manager-reeks van Sports Interactive. Het spel werd uitgebracht voor PC, Mac en PSP, in Europa op 14 november 2008 en vier dagen later in Noord-Amerika. In de Verenigde Staten en Canada was de officiële titel Worldwide Soccer Manager 2009.
Op 2 november 2008 werd een demo van de game uitgebracht via News of the World, Bittorent en Steam.
Het vervolg van deze game, Football Manager 2010, werd uitgebracht op 30 oktober 2009.

## Nieuwe mogelijkheden
Op 3 september 2008 kwam er een aantal filmpjes uit, waarin een aantal nieuwe onderdelen te zien waren. Ook werd er een aantal bekendgemaakt via podcasts of blogs.
Football Manager 2009 is de eerste versie in deze serie die wordt uitgebracht als dvd-rom in plaats van cd-rom. De belangrijkste vernieuwing is de 3D-weergave van de wedstrijden. Andere nieuwe mogelijkheden zijn bijvoorbeeld dat de speler nu ook kan spelen als vrouwelijke manager, verbeterde interactie met de assistent manager, verbeteringen in de wedstrijdbesprekingen en meer transfer geruchten. Een andere vernieuwing is de mogelijkheid om persconferenties te geven na wedstrijden of nadat een nieuwe baan wordt aangenomen. In de database zitten in deze editie ongeveer 350.000 spelers.
De PSP-versie heeft in de editie van 2009 voor het eerst een 2D-weergave.

## Ontvangst
| Beoordeeld door               | Platform | Datum | Score |
| ----------------------------- | -------- | ----- | ----- |
| Middle East Gamers (MEgamers) | Windows  | 2008  | 94%   |
| Multiplayer.it                | Windows  | 2008  | 90%   |
| PC Zone                       | Windows  | 2008  | 90%   |
| AceGamez                      | Windows  | 2008  | 90%   |
| videogamer.com                | Windows  | 2008  | 90%   |
| Meristation                   | Windows  | 2008  | 90%   |
| DarkZero                      | Windows  | 2008  | 90%   |
| Boomtown                      | Windows  | 2009  | 80%   |
| UltraNinjas                   | Windows  | 2008  | 80%   |
| GameStar (Duitsland)          | Windows  | 2008  | 78%   |
| D+PAD Magazine                | Windows  | 2008  | 70%   |